# Kronstadt Sirius
Sirius (sirius en russe) est un drone de combat russe développé par la société russe Kronshtadt Group. Il s'agit d'une évolution du drone Kronstadt Orion. 

## Historique
Le modèle réduit a été présenté pour la première fois en 2019 au salon aéronautique MAKS-2019.
Le 9 novembre 2021, le début de l'assemblage d'un prototype du drone a été annoncé.
Le 24 août 2021, le Ministère russe de la Défense a signé un contrat avec la société Kronstadt pour la fourniture de drones Sirius.
Le 27 janvier 2022, le ministère russe de la Défense a annoncé que les livraisons de drones Sirius débuteraient en 2023.
Sirius a effectué son premier vol en août 2023.

## Description
Sirius est équipé de deux turbopropulseurs. Sirius est un développement des drones légers Orion.
Sirius pourra emporter des bombes aériennes hautement explosives KAB-100 et FAB-100, des bombes à chute libre RBK-500U et une bombe aérienne à détonation volumétrique ODAB-500PMV.

## Caractéristiques générales
L'appareil mesure 9 m de long pour une envergure de 20 m. Sa masse maximale au décollage est de 2 500 kg. Il atteint une vitesse de croisière de 180 km/h et peut évoluer jusqu'à une altitude de 7 700 m.

## Opérateur militaire
- Russie